# Thapsinillas
A Thapsinillas a madarak (Aves) közé tartozó a verébalakúak (Passeriformes) rendjében a bülbülfélék (Pycnonotidae) családjának tartozó nem.
Besorolása vitatott, egyes rendszerezők a Alophoixus nembe sorolják.

## Rendszertani felosztásuk
A nem 3 faja:
- Thapsinillas longirostris[1][2]  vagy Alophoixus longirostris[3]
- Thapsinillas affinis[1][2]  vagy Alophoixus affinis[4]
- Thapsinillas mysticalis[1][2] vagy Alophoixus mystacalis[5]